# Pasar Hilir
Pasar Hilir is een bestuurslaag in het regentschap Mandailing Natal van de provincie Noord-Sumatra, Indonesië. Pasar Hilir telt 1686 inwoners (volkstelling 2010).